# San Marino RTV
Radiotelevisione della Repubblica di San Marino, in. San Marino RTV – sanmaryński telewizyjny nadawca publiczny. Powstał w październiku 1991 roku. San Marino RTV nadaje dwa kanały telewizyjne: San Marino RTV oraz San Marino RTV Sport, a także dwie stacje radiowe: Radio San Marino i Radio San Marino Classic. Główna antena San Marino RTV dostępna jest zarówno lokalnie w naziemnej telewizji cyfrowej, jak i dla szerokiego grona widzów z satelity Eutelsat Hot Bird 13B (13°E) w HD FTA, natomiast RTV Sport można odbierać jedynie w DVB-T.

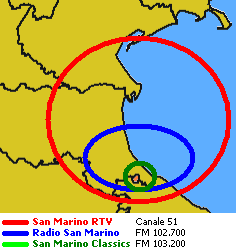
Mapa pokazująca częstotliwości i obszary zasięgu kanału telewizyjnego San Marino RTV i dwóch kanałów radiowych.

## Historia
Przed latami 90. XX wieku na terytorium San Marino w języku włoskim były nadawane dwie stacje radiowe i jeden 24-godzinny kanał telewizyjny. Mimo stabilnej sytuacji politycznej, państwowe radio rozpoczęło działalność w 1993 roku, a telewizja rok później. Obecnie tylko kilka niewielkich państw w Europie nie transmituje drogą satelitarną swoich programów radiowych i telewizyjnych. Za to, na tych terytoriach znacznie wcześniej niż w San Marino rozpoczęto transmisje naziemne. W 2019 roku ówczesny prezes RTV San Marino, Carlo Romeo, uzgodnił z włoskim nadawcą publicznym Rai możliwość eksperymentalnych transmisji w 4K i 8K od 2020 roku.